# Albert Wesley Johnson

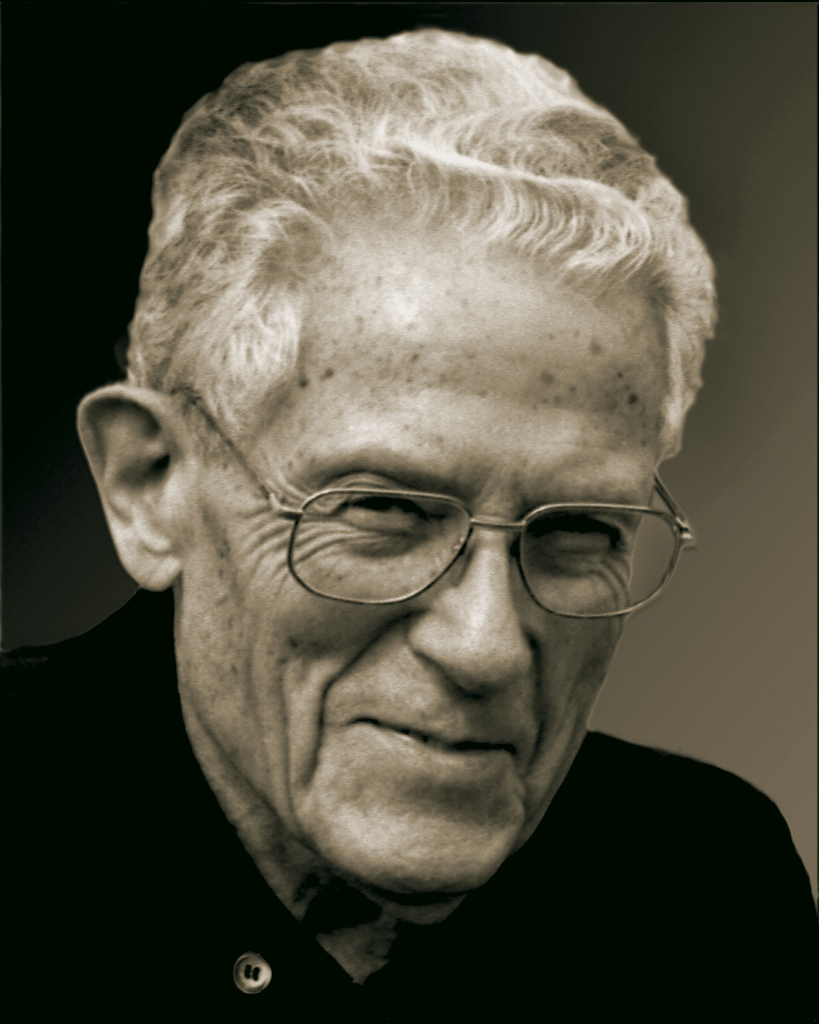
Albert Wesley Johnson

Albert Wesley („Al“) Johnson, CC (* 18. Oktober 1923 in Insinger, Saskatchewan; † 9. November 2010 in Ottawa, Ontario) war ein kanadischer Hochschullehrer, Sachbuchautor, Beamter und Präsident der Canadian Broadcasting Corporation.

## Leben
Albert Wesley Johnson studierte an der University of Toronto und schloss das Studium mit einem Master of Public Administration (MPA) ab. Bei seinem anschließenden Studium an der Harvard University erreichte er ebenfalls den MPA sowie den Ph.D. Von 1952 bis 1964 arbeitete er als stellvertretender Schatzmeister von Saskatchewan. Johnson war maßgeblich an der Entwicklung der allgemeinen medizinischen Versorgung in Saskatchewan unter den Premierministern Tommy Douglas und Woodrow Stanley Lloyd beteiligt und anschließend in diesem Bereich auch auf nationaler Ebene tätig. 1964 wurde er stellvertretender Finanzminister der nationalen Regierung. Von 1975 bis 1982 war er Präsident der CBC. Johnson setzte sich während dieser Zeit für die qualitative und quantitative Verbesserung des kanadischen Radio- und Fernsehprogramms ein. Nach seiner Zeit bei CBC lehrte er an der Queen’s University und der University of Toronto.

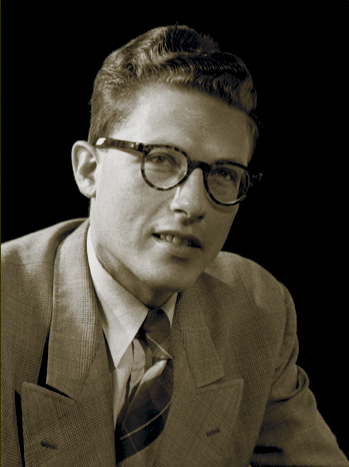
Albert Wesley Johnson (ca. 1950)

1980 wurde Johnson zum Officer of the Order of Canada ernannt. 1996 erhielt er aufgrund seiner „herausragenden Karriere als Staatsbeamter, Universitätsprofessor und Berater für Postsekundäre Bildung, Sozialpolitik sowie nationale und internationale öffentliche Verwaltung“ die höhere Auszeichnung des Companion of the Order of Canada.
Für sein 2004 veröffentlichtes Buch Dream No Little Dreams. A Biography of the Douglas Government of Saskatchewan, 1944–1961 erhielt er 2005 den Donald Smiley Prize der Canadian Political Science Association.
Nach seiner Tätigkeit im nationalen öffentlichen Dienst wechselte Johnson zu internationalen Tätigkeiten: 1988 wurde er Sonderberater für Steuerregelungen der nationalen Provinzen des Internationalen Währungsfonds, 1991 Leiter der Mission für Verwaltungsmodernisierung der Canadian International Development Agency, 1992 Leitender Berater des Regierungsprogramms Südafrika/Kanada und 1996 Kommissar der Südafrikanischen Präsidentschaftskommission für den öffentlichen Dienst.
Ab 1999 hielt Johnson den Sonderstuhl für öffentliche Ordnung bei der Regierung von Saskatchewan inne, nachdem er nach Kanada zurückgekehrt war.
Johnson war seit 1946 verheiratet und hatte vier Kinder und eine Enkeltochter. Er verstarb im Alter von 87 Jahren.

## Auszeichnungen und Ehrungen
- 1976: Vanier Medal
- 1980: Officer of the Order of Canada
- 1996: Companion of the Order of Canada
- 2005: Donald Smiley Prize der Canadian Political Science Association
- 2010: Award for Ethics in Public Affairs des Arthur Kroeger College of Public Affairs
- Die 2007 durch die University of Regina und die University of Saskatchewan gegründete Johnson Shoyama Graduate School of Public Policy wurde nach Albert Wesley Johnson und Thomas Shoyama benannt.